# 洪翼杓
洪 翼杓（ホン・イクピョ、韓国語: 홍익표、1967年11月20日 - ）は、韓国の政治家。第19・20・21代韓国国会議員。共に民主党院内代表。本貫は南陽洪氏。

## 経歴
冠岳高等学校、漢陽大学校政治外交学科卒。同大学院政治学修士、政治学博士。
対外経済政策研究院専門研究員、ウリギョレ一つになる運動本部政策諮問委員、日本東北アジア経済研究所客員研究員、統一部政策補佐官、北韓大学院大学校兼任教授、仁川広域市南北交流協力委員会委員を歴任した。2012年の第19代総選挙で当選した以降は国会外交統一委員会委員、民主統合党戦略企画委員会委員長、民主党院内副代表、民主党院内スポークスマンを歴任した。
2023年9月の李在明逮捕同意案に造反者が出た事態において、朴洸瑥院内代表が辞任したことにより、「親明系」の洪が新しい院内代表に選出された。
2024年の第22代総選挙では保守派が強い瑞草区乙選挙区から出馬することになった。

## 政策
第20代国会では消防士の国家職化法案の通過に主導的な役割を果たした。

## 発言
2013年7月、民主党院内スポークスマンとして朴槿恵大統領と日本の安倍晋三首相の出自について、「鬼胎の子孫」と貶した。その後は批判を受け院内スポークスマンを辞任した。
2018年12月、共に民主党首席スポークスマンとして、元企画財政部のある事務官による暴露事件にハンギョレが取材したことに不満を示した。Facebookで「朝鮮日報はもともと政治的な立場と利害関係があるからそうするだろうが、ハンギョレの立場は全くわからない。公益的情報提供に判断した根拠と理由を明示しないまま、公益的情報提供者に対する政府与党の不当な人身攻撃だと批判をばかりする」とハンギョレを批判し、元事務官の告発の正当性と公益性についても否定した。
2019年1月、共に民主党のYouTubeチャンネルで文在寅大統領の新年記者会見で文在寅政権の経済政策について「変化したくない理由とその自信はどこから出てくるのか、根拠は何なのか単刀直入にお伺いする」という質問を投げた京畿放送の記者について、「お酒を飲んで愚痴をする時の話」と非難した。
2019年2月、国会の討論会で「20代が保守的なのは李明博・朴槿恵の時代の反共教育のせい」と発言したとされ、物議を醸した。しかし、洪本人はこの発言を否認し、20代男性の保守化は世界的な流れと言ったと主張した。なお、洪は「洪首席スポークスマンが20代青年を『ネオナチ』に例えた」と言った正しい未来党の河泰慶を名誉毀損として告発した。
2020年2月25日、高位党政庁会議後のブリーフィングで党首席スポークスマンとして、コロナ-19の感染が急増した大邱・慶北地域に最大限の封鎖措置を適用すると言ったため、武漢みたいになるではないかと住民の不安を煽った。結局は文在寅大統領が出て「地域封鎖はない」と釈明した後、翌26日にスポークスマンを辞任した。
2020年12月、国家情報院法改正案の討論中、検察とマスコミに癒着があるという共に民主党側の主張により、いずれも親民主党メディアのハンギョレ、京郷新聞、KBS、MBCの法曹記者団からの退出および秋美愛法務部長官による法曹記者団の解体を提案した。